# Fernando Odenrick
Olof Samuel Fernando Odenrick, född 29 juli 1894 i Barcelona, Spanien, död 30 september 1961, var en svensk militär (generalmajor).

## Biografi
Odenrick var son till grosshandlaren Juan (Johan) Odenrick och Ebba Bagge. Han tog studentexamen 1913 och blev fänrik vid Positionsartilleriregementet (A 9) 1915. Odenrick blev löjtnant 1918, vid Svea artilleriregemente (A 1) 1927, kapten 1929 och major vid generalstaben 1937. Han blev överstelöjtnant 1940, vid Norrbottens artillerikår (A 5) 1941, överste och chef för kåren 1942 samt för Norrlands artilleriregemente (A 4) 1943–1947. Odenrick var ställföreträdande militärbefälhavare för VI. militärområdet 1947–1951, för Västra militärområdet 1951–1954 och blev generalmajor i armén 1956.
Han genomgick Artilleri- och ingenjörhögskolans högre kurs 1918–1920, var lärare vid Krigsskolan 1926–1933, vid Krigshögskolan 1935–1937 och var stabschef vid Västra arméfördelningen 1939–1941. Odenrick blev ledamot av Krigsvetenskapsakademien 1945.
Odenrick gifte sig 1926 med grevinnan Elisabeth Posse (1900–1979), dotter till kommendörkaptenen, greve Knut Posse och grevinnan Sigrid Wachtmeister. Han var far till Elisabeth (född 1929), Fredrik (född 1931) och Lars (född 1933). Odenrick avled 1961 och gravsattes på Odensala kyrkogård.